# Tipula capistrano
Tipula capistrano är en tvåvingeart som beskrevs av Alexander 1946. Tipula capistrano ingår i släktet Tipula och familjen storharkrankar. Inga underarter finns listade i Catalogue of Life.